# Nereis latescens
Nereis latescens is een borstelworm uit de familie Nereididae. Het lichaam van de worm bestaat uit een kop, een cilindrisch, gesegmenteerd lichaam en een staartstukje. De kop bestaat uit een prostomium (gedeelte voor de mondopening) en een peristomium (gedeelte rond de mond) en draagt gepaarde aanhangsels (palpen, antennen en cirri).
Nereis latescens werd in 1919 voor het eerst wetenschappelijk beschreven door Ralph Vary Chamberlin. De wormen zijn 20 tot 23 millimeter lang en hebben 62 segmenten. De soort werd aangetroffen aan de kust van Californië nabij Laguna Beach.